# Cassandro
Cassandro ist ein US-amerikanischer Filmdrama von Roger Ross Williams aus dem Jahr 2023. Es handelt sich um eine Filmbiografie über den Wrestler Saúl Armendáriz, Ringname Cassandro. Die Hauptrolle übernahm Gael García Bernal. Die Premiere des Werks erfolgte im Januar 2023 beim 39. Sundance Film Festival in den USA. Im September desselben Jahres wurde der Film ins Programm des Streaminganbieters Amazon Prime aufgenommen.

## Handlung
Saúl Armendáriz ist ein schwuler Amateur-Wrestler aus El Paso (Texas). Mit der von ihm erschaffenen Kunstfigur des Cassandro, dem „Liberace des Lucha Libre“, erlangt er internationalen Ruhm in der Wrestlingszene. Dabei räumt er nicht nur mit dem Macho-Gehabe in dem Sport auf, sondern der Erfolg stellt auch sein gesamtes Leben auf den Kopf.

## Hintergrund
Es handelt sich um das Kinospielfilmdebüt des US-amerikanischen Dokumentarfilmregisseurs Roger Ross Williams. Basis für den Film war das Leben des 1970 geborenen Wrestlers Cassandro, alias Saúl Armendáriz. Dieser trat mit Unterbrechungen ab Ende der 1980er- bzw. Anfang der 1990er-Jahre als professioneller Wrestler in Erscheinung. Die deutschsprachige Synchronisation entstand nach dem Dialogbuch sowie der Dialogregie von Joachim Kretzer durch die Synchronfirma Speeech Audiolingual Labs in München.

## Rezeption
Der US-amerikanische Aggregator Rotten Tomatoes erfasste eine Zustimmungsrate von 91 Prozent bei über 130 ausgewerteten Rezensionen in der Fachpresse. Dies führte zu einer Durchschnittswertung von 3,8 von 5 möglichen Punkten. Dort lautet das Fazit, dass Gael García Bernal „die Herzen als charismatischer Cassandro“ erobere. Es handle sich um ein „Wohlfühl-Biopic über einen Wrestler, der in der Macho-Welt von Lucha Libre“ triumphiere „und dabei sein wahres Selbst“ annehme. Metacritic ermittelt für Cassandro eine durchschnittliche Bewertung von 76/100 Punkten. Dies entspricht „Grundsätzlich Wohlwollenden“ Kritiken.